# Солонинка Петро Іляринович
Петро́ Іляри́нович Солони́нка (11 грудня 1961, Інта — 28 листопада 2014) — в.о. генерального директора ДП «Львіввугілля».

## Життєпис
Народився 11 грудня 1961 року у місті Інта, РРСФР.
Після закінчення Ленінградського гірничого інституту за спеціальністю «Технологія і комплексна механізація підземної розробки родовищ корисних копалин» розпочав свою трудову діяльність гірничим майстром на шахті № 4 «Нововолинська», згодом був командиром взводу 12 воєнізованого гірничорятувального загону Центрального штабу ДВГРЗ Львівсько-Волинського вугільного басейну.
2008–2010 рр.- генеральний директор ДП «Волиньвугілля». З 2011 р. до березня 2013 р. очолював трудові колективи шахт «Червоноградська» та «Степова» ДП «Львіввугілля», обіймав посади директора з матеріально-технічного постачання, транспорту та збуту продукції, а також директора з виробництва держпідприємства.
У червні 2013 року Петра Солонинку наказом Міністерства енергетики та вугільної промисловості України призначено виконувачем обов'язків генерального директора ДП «Львіввугілля».